# Голубой шпрот
Голубой шпрот, или австралийская селёдочка-кибинаго (лат. Spratelloides robustus), — вид лучепёрых рыб из семейства сельдевых (Clupeidae). Распространены у берегов Австралии. Максимальная длина тела 12 см. Морские стайные пелагические рыбы.

## Описание
Задний край чешуек зазубренный. Полосы на чешуе соединяются в центре чешуи. Килеватые чешуйки на брюхе W-образные. Нет зубов на верхней челюсти. Две надчелюстные кости, вторая надчелюстная кость симметричная. В спинном плавнике 10—14 мягких лучей. В анальном плавнике 9—14 мягких лучей. Позвонков 46. Отсутствует серебристая полоса на боку тела.

## Биология
Морские пелагические рыбы. Обитают в прибрежных водах на глубине до 50 м. Часто встречаются вокруг мелководных рифовых зон в открытом море. Образуют большие скопления. Короткоживущий вид, продолжительность жизни менее одного года. Максимальная длина тела 12 см. Нерестятся в октябре — феврале. Нерест порционный. Плодовитость низкая (не более 1000 икринок).

## Ареал
Распространены вдоль побережья Австралии от северо-запада Западной Австралии (Dampier Archipelago) до Южной Австралии, Тасмании и Нового Южного Уэльса.